# Сергий (Петров, Сергей Васильевич)
Митрополи́т Се́ргий (в миру Серге́й Васи́льевич Петро́в; 5 октября 1924, Краснодар — 4 февраля 1990, Одесса) — епископ Русской Церкви, митрополит Одесский и Херсонский (1965—1990). Управляющий делами Московской патриархии (1986—1987).

## Биография
Родился 5 октября 1924 года в Краснодаре в рабочей семье.
16 апреля 1943 года в Каховке во время немецкой оккупации епископом Таганрогским Иосифом (Черновым) пострижен в монашество и рукоположён во иеродиакона.
С 1 июня 1944 года служил в Екатерининском соборе Краснодара.
В 1947 году окончил Московскую духовную семинарию и в 1951 году — Московскую духовную академию. Кандидат богословия («Святитель Алексий как церковно-государственный деятель»).
24 июня 1951 года епископом Можайским Макарием (Даевым) рукоположён в иеромонаха и 22 августа назначен преподавателем Саратовской духовной семинарии.
В 1952—1958 годах служил в Вознесенском соборе Ельца (с 1954 года — его настоятель). За труды по восстановлению собора награждён Патриаршей грамотой.
10 марта 1958 года переведён на должность помощника инспектора Одесской духовной семинарии; с 7 июля — инспектор семинарии с возведением в сан игумена.
С 26 мая 1959 года — ректор Одесской духовной семинарии в сане архимандрита.

### Архиерейство
13 марта 1960 года хиротонисан во епископа Белгород-Днестровского, викария Одесской епархии. Хиротонию совершали митрополит Одесский и Херсонский Борис (Вик), епископ Оренбургский и Бузулукский Михаил (Воскресенский), епископ Новгородский и Старорусский Сергий (Голубцов) и епископ Дмитровский Пимен (Извеков).
С 6 марта 1961 по 9 октября 1963 — епископ Воронежский и Липецкий.
С 9 октября 1963 года — архиепископ Минский и Белорусский; награждён правом ношения креста на клобуке.
С 25 мая 1965 года — архиепископ Херсонский и Одесский и временно управляющий Луганской (в 1970—1990 годах — Ворошиловградская) епархией.
В 1969 году защитил в Московской духовной академии магистерскую диссертацию «История Воронежской епархии от её учреждения и до наших дней» (Часть I—IV. 1961—1968). (Опубликована под названием «История Воронежской епархии от её учреждения до 1960-х годов». Воронеж: Центр духовного возрождения Чернозёмного края, 2011. — 643 с.).
С 7 октября 1976 года стал именоваться Одесским и Херсонским.
В 1977 году (7-22 апреля) возглавил группу паломников Русской Православной Церкви в Иерусалим и Святую Землю.
30 сентября 1977 года награждён правом ношения двух панагий.
29 июля 1986 года решением Священного Синода был назначен управляющим делами Московской Патриархии и постоянным членом Священного Синода — с 1 сентября того же года — вместо митрополита Ленинградского Алексия (Ридигера).
16 сентября 1986 года был назначен: 1) председателем Ответственной комиссии по реставрации и строительству в Даниловом монастыре и 2) заместителем председателя Комиссии Священного Синода по подготовке и проведению празднования 1000-летия Крещения Руси, с поручением ему возглавления организационной рабочей группы Комиссии.
30 декабря 1987 года определением Священного Синода был освобождён от должности управляющего делами Московской Патриархии.
Скончался 4 февраля 1990 года в Одессе. Отпевание 7 февраля было совершено в одесском Успенском соборе сонмом архиереев и клириков во главе с митрополитом Крымским и Симферопольским Леонтием (Гудимовым). Погребён на братском кладбище одесского Успенского монастыря, рядом с могилой его матери — схимонахини Серафимы († 1983).

## Публикации
- Святитель Алексий (как церковно-государственный деятель) // Журнал Московской Патриархии. 1951. — № 5. — С. 47-52.
- В Саратовской Духовной Семинарии // Журнал Московской Патриархии. 1952. — № 8. — С. 65.
- Вознесенский собор в гор. Ельце // Журнал Московской Патриархии. 1953. — № 2. — С. 47-49.
- Святитель Воронежский Митрофан // Журнал Московской Патриархии. 1963. — № 11. — С. 70-74.
- Делегация Армянской Апостольской Церкви — гость Московского Патриархата // Журнал Московской Патриархии. 1974. — № 10. С. 54-59.
- На празднике Православной Церкви в Чехословакии // Журнал Московской Патриархии. 1979. — № 9 (ЖМП). — С. 43-46.
- Празднование 10-летия автономии Японской Православной Церкви // Журнал Московской Патриархии. 1980. — № 9. — С. 34-36.
- Слово [в день празднования 25-летия епископской хиротонии Святейшего Патриарха] в Богоявленском патриаршем соборе 4 декабря 1982 года // Журнал Московской Патриархии. 1983. — № 2. — С. 18.
- Приветственный адрес Святейшему Патриарху Московскому и всея Руси Пимену в день 25-летия епископской хиротонии от Одесской паствы 17 ноября 1982 года // Журнал Московской Патриархии. 1983. — № 2. — С. 18-19 (в соавторстве)
- 10-летие Патриаршего подворья в Токио // Журнал Московской Патриархии. 1980. — № 9. — С. 36-37.
- С визитом дружбы и мира // Журнал Московской Патриархии. 1983. — № 10. — С. 37-38.
- Благовестническое путешествие святого апостола Андрея Первозванного по Скифии в свете Священного Писания и Священного Предания о деяниях апостольских // Журнал Московской Патриархии. 1988. — № 7 (ЖМП). — С. 70-76.
- История Воронежской епархии от ее учреждения до 1960-х годов. — Воронеж: Воронежская и Борисоглебская епархия. Центр духовного возрождения Черноземного края, 2011. — 642 с.

## Награды
- Орден Дружбы народов (3 июня 1988 года) — за активную миротворческую деятельность и в связи с 1000-летием крещения Руси[5]